# Eudoxius von Hormuzaki (Politiker, 1812)

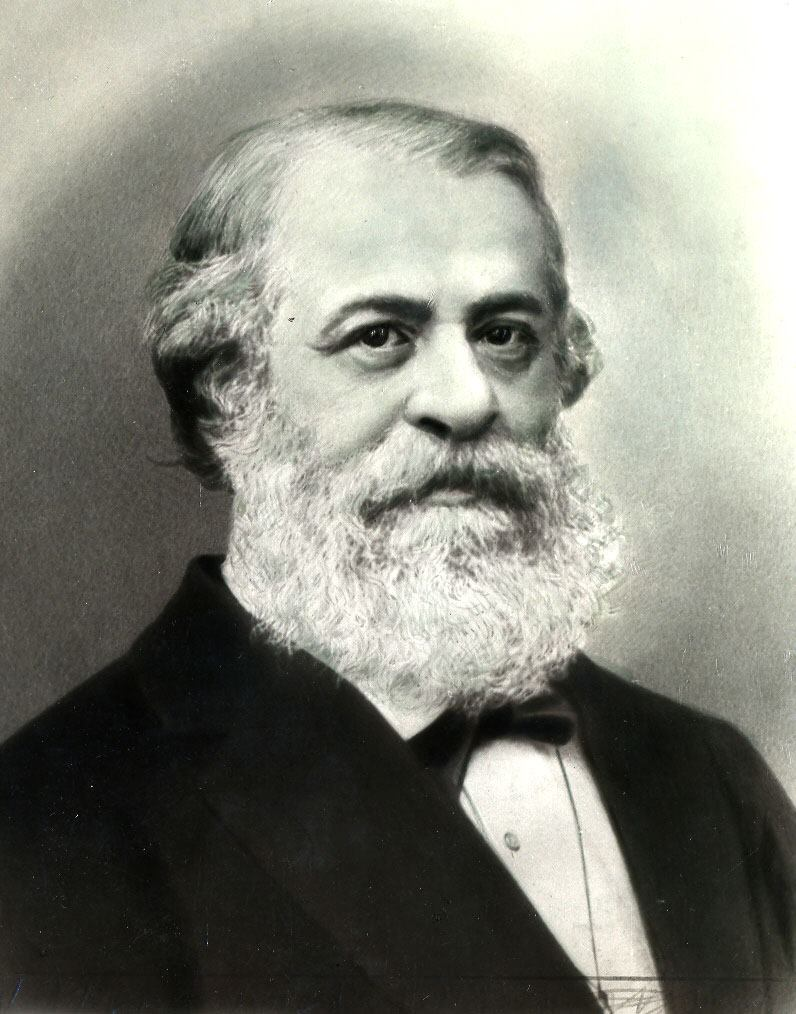
Eudoxius Freiherr von Hormuzaki

Eudoxius Freiherr von Hormuzaki (Hurmuzachi) (* 29. September 1812 in Czernawka (Cernăuca), Czernowitz; † 10. Februar 1874 in Czernowitz) war ein österreichisch-rumänischer Politiker und Historiker im Herzogtum Bukowina, aber auch Historiker und Schriftsteller.

## Abstammung

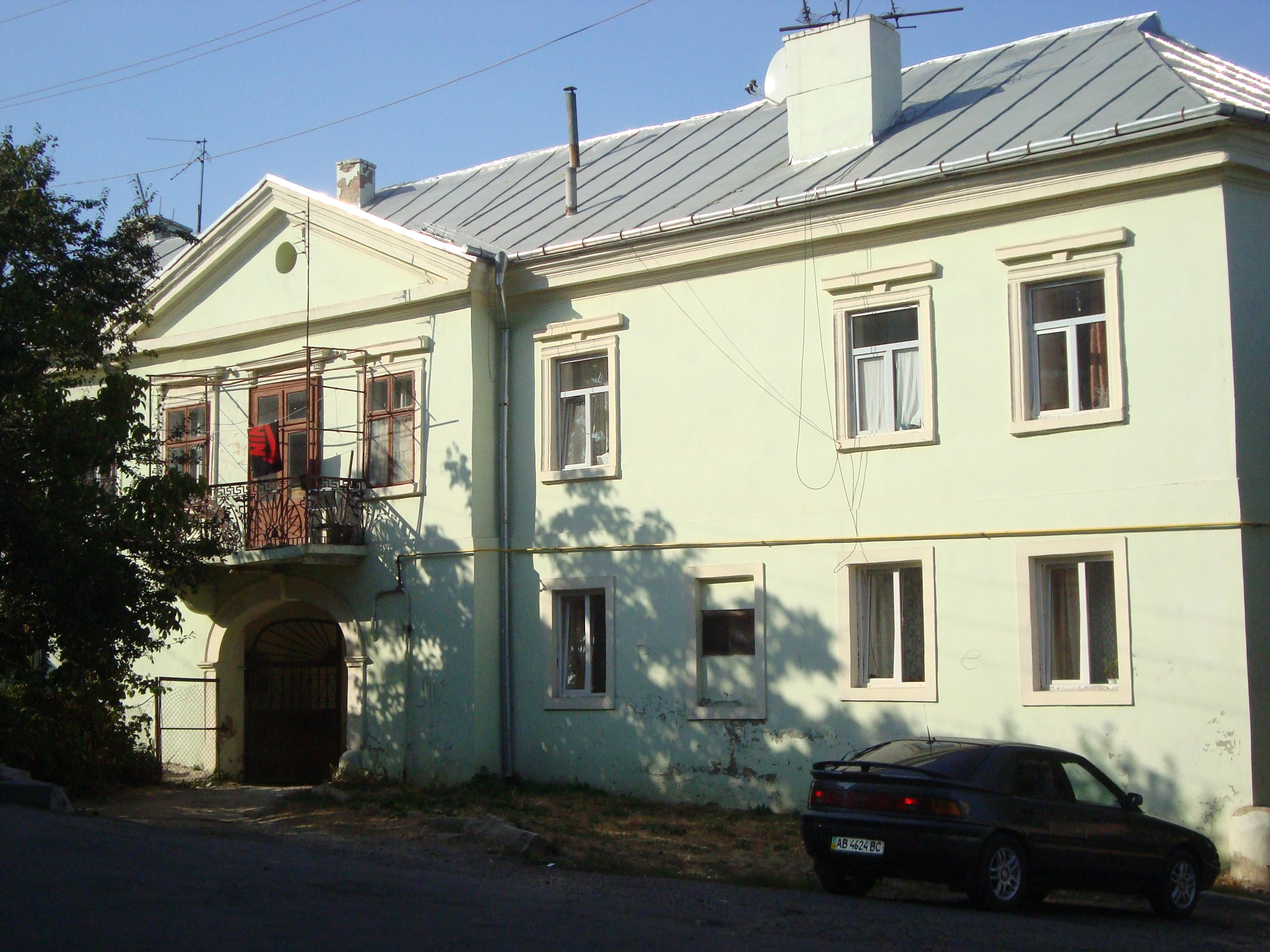
Das Hurmuzachi-Logotheti-Palais in Czernowitz

Seine Familie, die ihrem Namen nach griechischer, fanariotischer Abstammung ist, gehörte zum Adel der Moldau. Im Jahr 1636 wurde ein Hurmuzaki wegen seiner Verdienste für den Diwan vom Fürsten der Moldau mit einem Gut beschenkt. Unter der Regierung des Fürsten Nikolaus Mavrocordatos, auch ein Fanariot, war Emanuel Oberstallmeister und Diwansmitglied.
Constantin kaufte im Jahre 1765 das Gut Czernawka (Cernăuca). Eudoxius’ Vater Doxaki (* 1782; † 30. März 1857) pflegte aus politischen Gründen geflüchteten rumänischen Führern aus Siebenbürgen unter hohem finanziellen Einsatz Zuflucht zu gewähren.
Nichtsdestotrotz ersuchte er, der nur den Titel eines Bojaren führte, 1818 erstmals um die Verleihung des Grafenstandes (!) für sich und seine Angehörigen, welches Gesuch jedoch abgelehnt wurde. 1831 erneuerte er sein Ansuchen und bat, falls ihm der Grafenstand nicht verliehen werden sollte, wenigstens um die Erhebung in den Freiherrenstand. Auch diesem Ansuchen wurde nicht stattgegeben. Die Mitglieder dieser Familie führten in der Bukowina konsequent den Rittertitel, der ihnen aber niemals verliehen worden war. Sie kamen auch in keinem galizischen oder österreichischen Adelsregister vor, allerdings wurde das Führen des Titels, auch behördlicherseits, stillschweigend geduldet.

## Biographie

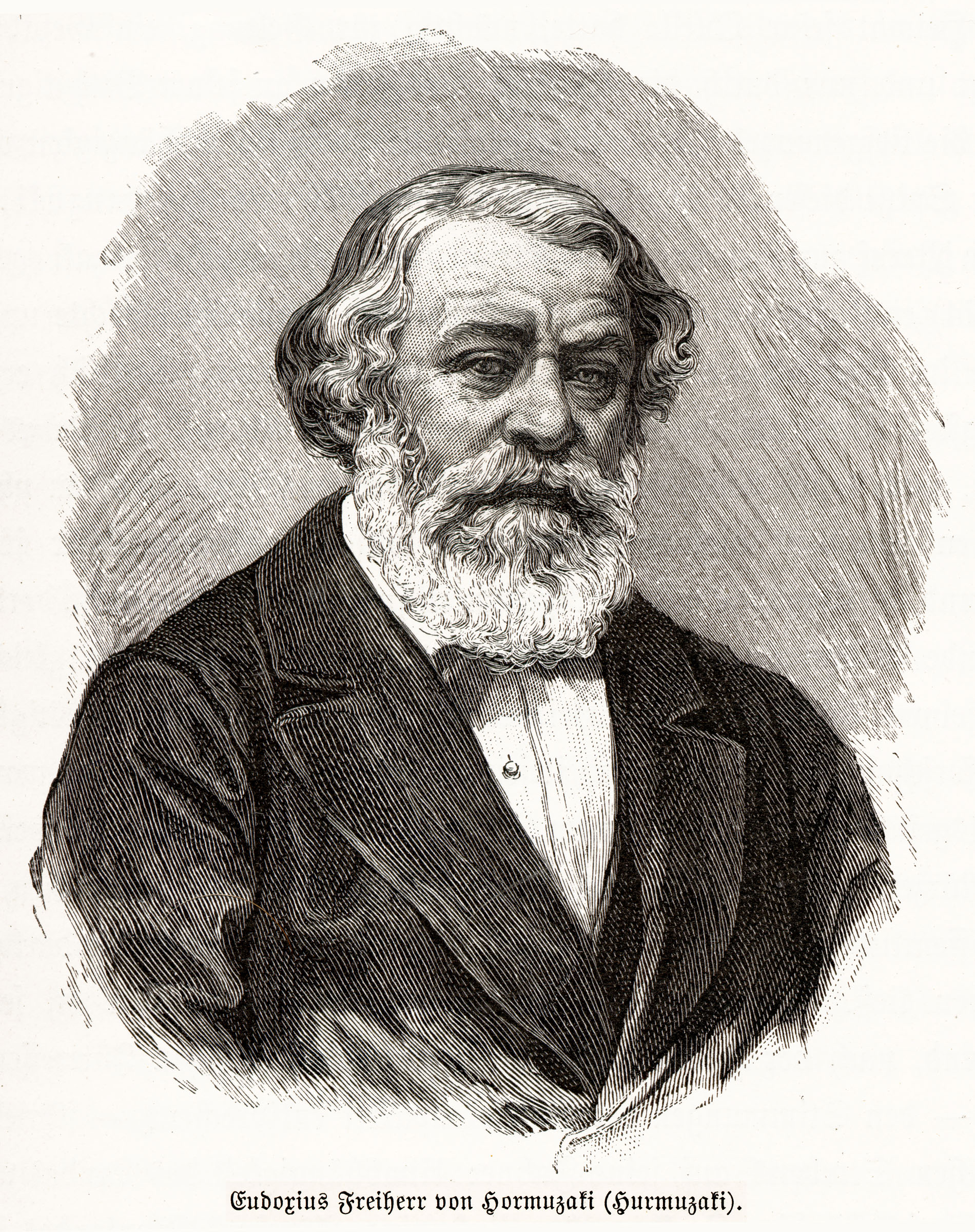
Eudoxius Freiherr von Hormuzaki 1873

Nach dem Absolvieren des Lyzeums in Czernowitz studierte er von 1830 bis 1836 zusammen mit seinem Bruder Constantin Hormuzaki an der Rechtswissenschaftlichen Fakultät der Universität Wien. Gegen Ende des Jahres 1848 berief ihn der Justizminister Alexander von Bach nach Kremsier, um beim Erlass der Verordnungen für die Bukowina seine Fach- und Lokalkenntnisse in Anspruch zu nehmen und betraute ihn auch mit der Übersetzung des Bürgerlichen Gesetzbuches und des Strafgesetzes in die rumänische Sprache. Ebenfalls Ende jenes Jahres wurde er Mitarbeiter der in rumänischer und deutscher Sprache von seinen Brüdern Georg und Alexander herausgegebenen, politischen Zeitung, der „Bukowina“, welche viel dazu beitrug, für dieses Land eine neue Ära vorzubereiten. Im Jahre 1850 wurde er vom damaligen Justizminister Anton von Schmerling zum Mitglied der Kommission für die Ausarbeitung eines juristisch-terminologischen Lexikons im Rumänischen ernannt. Außerdem übernahm er die Prüfung der rumänischen Schulbücher für die Bukowina und besorgte einige Jahre hindurch die Übertragung der kaiserlichen Erlässe und Gesetze in die rumänische Sprache. Eudoxius hielt sich, mit kurzen Unterbrechungen, durch eine lange Reihe von Jahren in Wien auf, wo er sich historischen Studien mit besonderem Bezug zur Bukowina widmete, wobei ihm die Benutzung der kaiserlichen Archive bewilligt wurde. Dieser Umstand war ihm auch für sein 1851 begonnenes Studium der Geschichte sehr hilfreich. Später pendelte er ständig zwischen Wien und Czernowitz.
Das Gesuch an den österreichischen Kaiser für eine Umwandlung der galizischen Provinz der Bukowina in ein Herzogtum der Kronländer, von Jordaki Wassilko von Serecki 1849 in seiner „Promemoria zur Bukowiner Landespetition vom Jahre 1848“ auf Deutsch und Rumänisch postuliert, unterstützte er zusammen mit seinen Brüdern Alexander, Constantin, Georg (1817–1882), Nikolaus (1826–1909) und anderen rumänischen Politikern. Diesem Gesuch wurde entsprochen, es wurde jedoch erst 1861 umgesetzt.
Im Jahre 1861 wählten die Wahlberechtigten des Bezirks Câmpulung Moldovenesc-Solca Eudoxius zum Deputierten des Bukowinaer Landtags. Am 8. Februar 1862 wurde Eudoxius von Kaiser Franz Joseph I. zum Landeshauptmannstellvertreter des Metropoliten Eugen Hakman und nach dessen Rücktritt am 5. Dezember 1862 erstmals zum neuen Landeshauptmann der Bukowina bestimmt. Dieses Amt bekleidete er mit Eifer und Hingebung für die Interessen des österreichischen Kaiserhauses, der österreichischen Monarchie und des Herzogtums bis 1870. Als Folge der Wahlen für den Landtag der Bukowina vom Jahre 1870, errang die Föderalistische Partei die Mehrheit der Abgeordnetenmandate, demzufolge Alexander Freiherr Wassilko von Serecki am 16. August 1870 Landeshauptmann wurde. Der Zusammenfall des Potocki-Kabinetts in Wien verursachte Veränderungen auch in dem Verhältnis der Kräfte im Landtag und Eudoxius wurde am 16. Dezember 1871 erneut Landeshauptmann bis zu seinem Tod 1874. Der Politiker wurde auch für die II. Legislaturperiode als Abgeordneter in den Reichsrat gewählt, konnte jedoch wegen einer Lungenentzündung erst am 23. September 1867 angelobt werden.
Eine besondere Ehre bedeutete für ihn die Aufnahme in die „Academia Română“ (Rumänische Akademie) in Bukarest (Bucureşti) am 2. August 1872.
Mit Verleihungsdatum vom 6. Mai 1872 und Diplom vom 20. Februar 1873 wurde ihm, in Anerkennung seiner Verdienste um Reich und Land und auf Grund alten Adels und Ritterstandes seiner Familie, laut Allerhöchster Entschließung von Kaiser Franz Joseph I. der persönliche österreichische Freiherrenstand zuerkannt.
Der Freiherr blieb ledig und kinderlos. Der letzte Landeshauptmann der Bukowina war sein Neffe Alexander Freiherr von Hormuzaki. Als Staatsbürger und Würdenträger der Donaumonarchie setzte er sich stets für die Rechte der Rumänen im Gesamtstaat, vor allem für jene in der Bukowina ein, wofür ihm seine Landsleute bis heute sehr dankbar sind. Ihm zum Andenken errichtete die Gemeinde von Câmpulung Moldovenesc daselbst einen großen Steinblockhügel und benannte diesen nach ihm den „Hormuzakihügel“ (Movila lui Hormuzaki). Heutzutage tragen zahlreiche Schulen, zum Beispiel das bereits zu k. u. k. Zeiten berühmte „Obergymnasium“ in Rădăuți, weiters Institutionen, so auch das dem Außenministerium angeschlossene Institut für die Rumänen von überallher (Institutul Eudoxiu Hurmuzachi pentru Românii de Pretutindeni), aber gleichfalls viele Straßen und Plätze überall in Rumänien seinen Namen.
Hormuzaki wurde in Dulcești, Kreis Neamț, beerdigt.

## Wappen

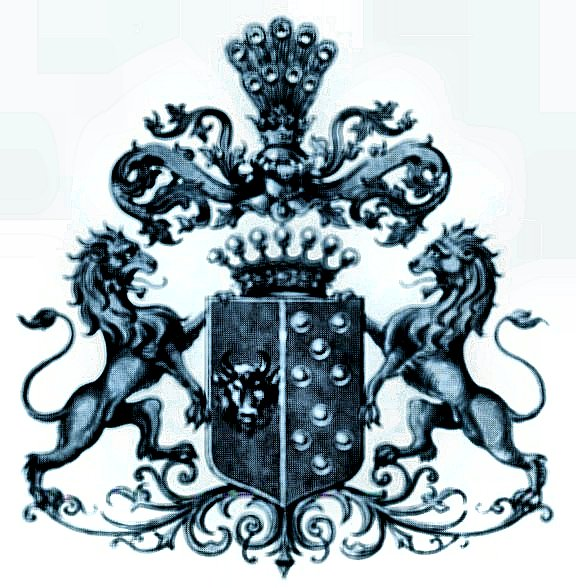
Wappen des Freiherren Eudoxius von Hormuzaki 1872 (1873)

1872: Der Schild ist durch einen goldenen Faden senkrecht gespaltet, rechts in Blau ein natürlicher Büffelkopf, links in Blau neun goldene Perlen, oben fünf als Andreaskreuz, unten vier als Raute. Auf dem Schild ruht die Freiherrenkrone. Darüber schwebt ein gekrönter Helm mit blau-goldenen Decken, aus welchem ein natürlicher Pfauenwedel, zwei Reihen, die obere mit je fünf, die untere mit je vier Federn, hervorgeht. Schildhalter sind zwei stehende, einwärtsgekehrte, rot-bezungte, goldene Löwen. Das Wappen galt nur für Eudoxius.

## Werke
Er schrieb insgesamt elf wissenschaftlich-geschichtliche Bücher, darunter das 5-bändige Werk „Fragmente din Istoria Românilor“ (Fragmente aus der Geschichte der Rumänen). Die damalige rumänische Regierung erachtete es für ihre Pflicht, dieses Werk unter dem Titel „Fragmente zur Geschichte der Rumänen“ auf öffentliche Kosten herauszugeben.